# 石錫勳
石錫勳（1900年8月2日—1985年9月22日），字逸南。台灣醫師、政治人物、應社社員。彰化市人。曾出任彰化市首任官派市長。日治時期曾加入台灣文化協會從事反對運動，戰後反對國民黨一黨獨大，多次參與選舉，屢敗屢戰。

## 早年生平
石錫勳出生於彰化街北門外（今彰化市），父親石汝鏘是著名中醫師，對於傳統漢學亦有一定造詣。石錫勳自幼在父親培植下亦奠定漢學基礎，明治四十一年（1908年）入彰化第一公學校（今彰化中山國小）就讀。公學校畢業後，石錫勳於十八歲那年，大正六年（1917年）考入臺灣總督府醫學校預科就讀，同年母親去世。
石錫勳曾表示在醫專時期，出現臺灣學生與日本學生的對立，然而校方往往坦護日本學生。:285石錫勳與醫專同班同學吳海水、丁瑞魚、張梗、甘文芳等人則時常出面打抱不平，遂形成領導集團。而已經在大稻埕大安醫院開業的學長蔣渭水時常來找他們聊天，並開始交換意見討論。:285當時醫學校分兩部，專門科及本科，兩者課程完全相同，然而專門科專收日人學生、臺籍學生只能讀本科；本科畢業生開業區域僅限臺灣島、專門科畢業生開業區域卻沒有限制，引起石錫勳不滿，有次他將詩寫在教室黑板表達不滿：「吾輩激奮兮，安五分。三十年遺恨兮，今相存。有血有肉兮，漢男子。中宵拔劍兮，臺灣魂。」結果為校長獲悉後，視為反日思想要求嚴辦，結果石錫勳遭同鄉告密。適逢學校發生專門部日人組的棒球隊與他隊比賽，而本部臺籍學生杯葛前往加油，引起校方將主謀的石錫勳、丁瑞魚、張梗、甘文芳四人開除處分，引起臺籍學生激憤，向校長提出陳情，並以無限期罷課為周旋，最後在臺籍教授杜聰明出面向校長說情下，才改為禁足兩周草草了結此事。:65-67
大正十年（1921年）蔣渭水成立臺灣文化協會時，當時就讀醫科五年級的學弟石錫勳，就成為蔣渭水的吸收對象。:139最後石錫勳參加文化協會的創立，成為創會理事。大正十一年（1922年）4月，石錫勳自醫學校畢業。畢業後，石錫勳為參加政治運動方便，以及避免婚姻問題，遂不回彰化，到高雄旗後（旗津）開業，並從事政治運動。:72
大正十二年（1923年）「臺灣議會設置請願期成同盟會」組織時，石錫勳曾擔任高雄州總幹事。:139在2月21日成立典禮上被選為專務理事。:205同年底因治警事件被捕。一審宣判無罪，二審被判罰金百圓。大正十四年（1925年）2月20日三審定讞，維持二審宣判。石錫勳成為治警事件被判罪者最年輕的一位。
治警事件後，石錫勳離開高雄，回到彰化老家。負責臺中州彰化街一帶的文化協會活動。
1927年文化協會分裂後，石錫勳的立場大致跟著新文協的路線，但行動上退至幕後。此時石錫勳曾與王敏川、賴和、張信義、林碧梧等人創辦《大眾時報》作為新文協的機關報，與臺灣地方自治聯盟主持的《臺灣新民報》作筆戰。1931年6月後，臺灣共產黨主要分子及其同路人開始遭檢舉，新文協基於同情決定召開籌備會救援。12月新文協遭到總督府全力鎮壓，石錫勳雖因往診而未到臺中市大眾時報社而被逮捕，但家中也被日警搜查，所有東西被翻得一蹋糊塗。:216-217此時石錫勳也遭總督府派人收買，總督府派臺中州高等科長山下末之助向石錫勳收買，以鉅款及芳苑地區一百七十五甲土地為報酬，條件是要他退出文化協會或者不再參加活動，遭石錫勳拒絕。:217-218新文協遭鎮壓後，石錫勳便專心經營醫院及南亞製粉株式會社的組業。

## 戰後

### 戰後初期
1945年8月，日本投降。彰化市也由地方人士組織歡迎國民政府委員會。1945年，石錫勳經委員投票出任彰化地區「歡迎國民政府委員會」主席，並被委員會推選為彰化市長，參加中山堂的受降典禮。發起成立國民黨彰化市黨部及三民主義青年團，擔任國民黨彰化市黨部財務委員、三青團彰化分團主任。然而據楊克煌回憶，石錫勳上任後一個多星期，就遭國民黨政府派人取代。國民黨統治臺灣後一直特意疏離具社會基礎、受民間尊敬的反殖民運動精英。石錫勳只是其中一例。:139石錫勳後來於1946年3月當選彰化市參議員，然而最後因對國民黨地方黨部的作風不滿，看清國民黨而退黨。在黨員歸隊登記時不參加黨員歸隊登記，從此離開國民黨成為無黨籍自由人士。:236
1949年初夏，石錫勳之弟經營貿易商，貨物自日本運搬台灣途中，在途經上海之際遭中共搶劫，他的胞弟也告失蹤。為此身為借款保証人的石錫勳將自己財產拿出賠償，然而卻遭地方政治上與他結怨者像治安單位密告其開地下錢莊。結果石錫勳更遭到警備總部以與他與日本廖文毅聯絡為由，將其逮捕、拘禁了96天，最後被判無罪。:139:238

### 參與地方選戰
1954年，在「彰化縣政由彰化人自治」的呼聲下，石錫勳投入第二屆彰化縣長選舉。在政見發表會吸引人山人海，最終以88,903票敗給陳錫卿的116,805票。落選後，彰化縣各鄉鎮自動組織聯合後援團體，支持石錫勳向法院提出當選無效之訴，並主動提供人證、物證，法院最終以「程序不合」駁回訴訟。
1957年縣長選舉，石錫勳再度角逐彰化縣長選舉，石錫勳結合臺中縣長候選人楊基振、臺中市長候選人何春木，於1957年3月向內政部申請召開全省民主人士關於選務改進座談會。在1957年4月於臺中醉月樓召開第三屆臨時省議員及各縣市候選人關於選務改進座談會，決議五項提案，由石錫勳代表向臺灣省政府提出。第三屆選舉結果，石錫勳以106,273票敗給三連任的陳錫卿143,884票。
1960年彰化縣長選舉中，石錫勳再次參選彰化縣長，遇上國民黨提名的國大代表、彰化客運董事長呂世明。當時國民黨為了替呂世明輔選，出現違反行政中立的手段。石錫勳即指出除了違反法規候選人宣傳車最多三輛，雇用多達六十餘輛，經石錫勳向監察小組提出檢舉卻未能即使處理，以致國民黨候選人車輛滿天飛外。就有彰化商業職業學校校長古鼐身為監察小組召集人，公然發動該校教職員於4月10日起三天以出差名義下鄉輔選，其一切費用於4月18日由呂世明交給古鼐，轉給參加助選之教職員、中山國民學校校長吳江水於4月22日召開母姊會，由呂世明太太主持，但滿口所說只有關選舉活動、呂世明之弟呂英明利用員林農業學校校長身分，以召開家長會名義赴各地從事選舉活動，甚至令該校音樂教員在音樂課正課上課時，向學生教授呂世明的競選歌、彰化市長賴通堯身為公務人員，公然在宣傳車上為國民黨候選人宣傳，並令全體職員替呂世明助選、鹿港警察分局長，不論穿公服或私服，以軟硬兼施的手段令選民圈選國民黨候選人。甚至員林農業學校學生還奉學校命令，在員林、社頭地區投票所前拉票。開票當天甚至傳出多起選舉舞弊事件。如彰化市中山投票所出現唱票員故意將石錫勳的票，唱作呂世明的票，連續數張，經選民指出後才更正。而二林、二水、員林、社頭甚至出現投票所「停電」事件，從中舞弊。
選後雷震等人籌備組新黨「中國民主黨」時，石錫勳曾參與組黨，成為彰化地區唯一參與者。在6月26日被推為新黨十七名召集委員之一。7月20日，石錫勳與王地、何春木共同主持中部四縣市選舉改進座談會，為籌組新黨發出信號。然而最終新黨胎死腹中。
1963年，石錫勳以無黨籍身分參選第三屆省議員，結果當開票發表到剩下鹿港鎮時，電臺突然停播。當時助選員已將鹿港的票數報告出來，石錫勳得票1,441票、徐堅只有770票。然而此時電臺再度廣播，聲稱因計算錯誤，重新播送選舉情況。結果原本石錫勳領先徐堅一千多票，卻在重新廣播後變成落後一萬多票。:349-350數天後，據二林的陳大福傳來消息，指出二林媽祖廟的籤筒裏發現一大堆的石錫勳選票。:351當時亦有民眾請石錫勳提出選舉無效之訴，然而在石錫勳請教彰化縣選監小組負責人古鼐後。古鼐告之人證最不可靠，並且人證最容易被收買，到時不但無法作證人，反而告訴人可能要遭誣告之虧。由於石錫勳在上屆縣長選舉時提出官司，在證人對己有利下仍被高等法院駁回。加上古鼐的坦白，知道即使提出選舉訴訟仍會無效，石錫勳最終作罷。:351-352

## 失蹤與被捕
1968年1月，石錫勳獲青年黨提名為彰化縣長選舉縣長候選人。然而2月16日午後，石錫勳診所卻出現身穿黑色中山裝的中年人，宣稱「自己的母親患有嚴重的老人病，特來請石先生往診」。石錫勳不疑有詐，帶著往診用手提包，結果石錫勳隨他坐來接的一部小包車出門後，一去不回。:419到當天午夜，石太太還看不到石錫勳身影才感到不安，在向親友打聽石錫勳下落後都得不到蛛絲馬跡。很快的失蹤消息傳遍彰化市。:419
結果石錫勳被當局以涉及「劉佳欽、顏尹謨事件」遭到逮捕，判刑7年。據調查局特務李世傑的回憶，當時逮捕石錫勳是由調查局所主導。在蔣經國決定全力支持陳時英後，除了黨部，各特務機關如調查局、情報局、憲兵、警備總部或警察系統都希望能在蔣經國跟前搶得首功。:190調查局在局長沈之岳主持下，派出間諜陳光英登門拜訪石錫勳，表示想到日本考察塑膠工業，希望石錫勳推薦朋友認識。石錫勳給了醫學校時期同學甘文芳的名片，甘文芳時任親中共的「日本華僑總會」會長。遭國府當局視為共產黨。:191沈之岳遂下令調查局第三處研擬計畫逮捕石錫勳。石錫勳遂以69歲之齡遭當局以出門醫治罹患急症的名義騙出診所，隨後押送臺北調查局秘密監獄裡。:192石錫勳在獄中罹患心臟病，高血壓、氣喘等多種疾病。其夫人曾四處請託，甚至去找文協時期和他對立的蔡培火，一度被蔡培火奚落說：「你以為我不知道他們以前都罵我『臭培火(tshàu-phú hué)』」。不過蔡培火最後仍基於基督徒的立場，還是幫石錫勳爭取到保外就醫。
1968年底獲保外就醫後，石錫勳從此遠離故鄉，:423避居高雄療養身體。
1978到1979年間，當王燈岸與彰化友人（包括從臺北回彰化參選國大代表的姚嘉文等）希望為石錫勳做八十大壽前夕，仍受到國民黨政府的阻撓與施壓。:427據石錫勳之女石美莎的訪談，當時國民黨特務威脅她所任職的彰化高商校長和她本人。若石錫勳不離開彰化，則不發聘書給石美莎。1968年對石錫勳的迫害，到1979年已屆八十高齡，迫害依舊。:427
1980年11月，黨外運動人士王燈岸出版石錫勳的傳記《磺溪一老人》，旋即於11月27日被臺灣警備總司令部在〈隆徹字第5143函〉以「內容混亂視聽、挑撥政府與人民情感，特予取締」為由遭查禁。:133
石錫勳直到1980年代才有機會回鄉定居。當時石錫勳曾針對彰化青年對政治運動的熱情作了〈回鄉感作〉，表達內心感受：「八二光陰轉眼過天涯，浪跡嘆蹉跎，湛身難訴貧寒苦，仗義誰憐壯士磨；殘骨終埋桑梓下，赤心難挽舊山河，歸根落葉終須滅，愧對青年意氣高。」
1985年9月22日下午，石錫勳因肛門邊緣廔管病例引發心臟衰竭，病逝於高雄基督教信義會醫院。

## 逝世後
2004年1月，石錫勳及其家屬獲總統陳水扁頒回復名譽證書。:425

## 家庭
- 石錫勳二哥石錫烈曾任幸生醫院院長、庄協議會員。五弟石錫純曾任南亞製粉會社專務，日治時期與鹽分地帶文學家有多次往來。
- 石錫勳夫人張慶美畢業於長榮女中，曾就讀於東京帝國女子醫專。回台後曾任台中醫院醫師。[9]

## 傳記及參考資料
- 王燈岸著，《磺溪一老人》，臺北縣中和市海王印刷廠印刷。1980年11月初版。（本書在1980年一出版就遭臺灣警備總司令部以「內容混亂視聽、挑撥政府與人民情感」為由遭查禁）
- 王燈岸著，王鏡玲編註，《磺溪壹老人》，臺北：玉山社。2018年11月初版。
- 劉峰松著，〈談石錫勳先生〉，萬歲評論叢書二十卷，第1-10頁。
- 謝德錫著，〈磺溪一老人——石錫勳〉，《臺灣近代名人誌》第一冊，臺北：自立晚報出版社。1990年十二月第一版三刷，第199-206頁。

## 外部連結
- 磺溪傲骨石錫勳 從反日一路到反國民黨 （页面存档备份，存于）
- 【專文】文協鬥士+國民黨政治犯 石錫勳的子女談老爸 （页面存档备份，存于）
- 石錫勳 （页面存档备份，存于），開拓文教基金會。
- 石錫勳精神，劉峰松著，1978年12月演講稿。